# Swetlana Kaspolatowna Zarukajewa
Swetlana Kaspolatowna Zarukajewa (russisch Светлана Касполатовна Царукаева, * 25. Dezember 1987 in Ordschonikidse) ist eine russische Gewichtheberin ossetischer Abstammung.

## Karriere
Swetlana Zarukajewa nahm an den Olympischen Sommerspielen 2008 in Peking teil, wo sie in der Gewichtsklasse bis 63 kg nach drei Fehlversuchen über 107 kg im Reißen vorzeitig ausschied. Bei den Olympischen Spielen 2012 gewann sie die Silbermedaille. Im August 2016 wurde die erstplatzierte Kasachin Maija Manesa des Dopingbetrugs mit Stanozolol überführt und ihr die Goldmedaille aberkannt. Damit war Zarukajewa nachträglich Olympiasiegerin geworden. 2017 überprüfte das IOC Zarukajewas Dopingproben mit neuen Methoden. Dabei wurde sie positiv auf Turinabol getestet und im Mai 2017 disqualifiziert.
Bei den Weltmeisterschaften 2006 wurde sie in der Kategorie bis 58 kg Weltmeisterin im Reißen mit 108 kg, Vize-Weltmeisterin in der Zweikampfwertung mit 233 kg und errang dabei die Bronzemedaille im Stoßen mit 125 kg. Im selben Jahr war sie Junioren-Weltmeisterin mit 231 kg (106 kg + 125 kg). Bei den Weltmeisterschaften 2007 startete sie in der Kategorie bis 63 kg und wurde mit 115 kg hinter der leistungsgleichen aber leichteren Chinesin Liu Haixia Vizeweltmeisterin im Reißen sowie mit 250 kg Vizeweltmeisterin in der Zweikampfwertung hinter der Chinesin; die dabei erzielten 135 kg im Stoßen bedeuteten die Bronzemedaille hinter der leistungsgleichen aber leichteren Nordkoreanerin Pak Hyon-suk.
Auch bei den Weltmeisterschaften 2009 musste sie bei Leistungsgleichheit leichteren Athletinnen bessere Platzierungen überlassen. Im Zweikampf wurde sie wiederum Vize-Weltmeisterin mit 246 kg hinter der leistungsgleichen 290 g leichteren Kasachin Maija Manesa. Beim Stoßen erzielten hinter Maija Manesa mit 141 kg gleich drei Heberinnen 135 kg – nämlich außer Zarukajewa die Türkin Sibel Şimşek und die Chinesin Xijan Guo –, so dass ihr wegen des höheren Körpergewichts nur Platz 4 blieb. Mit 111 kg erzielte sie die Bronzemedaille im Reißen.
2009 holte Zarukajewa alle drei Bronzemedaillen bei den Europameisterschaften in der Klasse bis 63 kg, und zwar mit einem Zweikampfergebnis von 231 kg hinter der leistungsgleichen Norwegerin Ruth Kasirye, mit 103 kg im Reißen und mit 128 kg im Stoßen. Dasselbe Ergebnis im Stoßen erzielten auch die Weltmeisterin Sibel Şimşek und die Armenierin Meline Dalusjan bei Vorteil im Körpergewicht. 2010 wurde sie mit Steigerung auf 244 kg (= 114 kg + 130 kg) bei den Europameisterschaften Zweite im Zweikampf hinter der leistungsgleichen, aber 80 g leichteren Türkin Sibel Şimşek und Europameisterin im Reißen vor Simsek, die 110 kg erreichte.